# Apolonia Chmielewska
Apolonia Chmielewska (ur. 1897 w Mińsku Mazowieckim, zm. 13 maja 1978 tamże) – polska „Sprawiedliwa wśród Narodów Świata”.

## Życiorys

### Lata młodości
Apolonia Chmielewska urodziła się w Mińsku Mazowieckim w rodzinie Stanisława i Małgorzaty Chmielewskich. Jej rodzice prowadzili zakład stolarsko-trumniarski. Od śmierci ojca we wrześniu 1918 r. wraz z bratem, Stanisławem, pomagała mamie w prowadzeniu interesu. Zakład mieścił się przy ul. Siennickiej 23, a od 1925 r. we wschodniej pierzei lokalnego rynku. W drewnianym, podpiwniczonym budynku pod nr. 1, zakład funkcjonował ok. 30 lat – od frontu znajdował się sklep, a z tyłu warsztat stolarski i mieszkanie właścicieli. W latach 30. Apolonia zaprzyjaźniła się z młodszą od siebie Żydówką Chają Oszlak (ur. 1910), która pracowała u rodziców prowadzących rzeźnię mieszczącą się obok warsztatu Chmielewskich. Pomimo różnicy wieku, obyczajów, religii i języka dziewczyny zaprzyjaźniły się i kontynuowały znajomość nawet gdy żydowska koleżanka Apolonii wyszła za mąż za Zygmunta Bergera.

### II wojna światowa
W trakcie II wojny światowej miasto było okupowane przez Niemców i znalazło się na terenie dystryktu warszawskiego Generalnego Gubernatorstwa. Zakład Apolonii Chmielewskiej mieścił się nieopodal getta utworzonego jesienią 1940 r. W zamkniętej dzielnicy musieli zamieszkać Bergerowie, w tym Chaja, przyjaciółka Apolonii. W getcie narodziły się ich dzieci: Cypra Dnia - Danuta i Barbara. Obiema dziewczynkami, na prośbę Chaji, zaopiekowała się Chmielewska. Getto zostało poddane likwidacji co dla jej mieszkańców oznaczało śmierć. Przez kilka dni dziewczynki przebywały u Apolonii, ale wkrótce w domu pojawili się szmalcownicy, którzy, grożąc donosem na gestapo, żądali pieniędzy. Apolonia była zmuszona ukryć dziewczynki. Pomógł jej m.in. miejscowy Volksdeutsch, który nie poczuwał się za nazistę i we wspomnieniach mińskich ocalonych jawił się jako sympatyzujący z Żydami (miał nawet otoczyć opieką 47 z nich). Apolonia uzyskała również wsparcie miejscowego księdza, który sporządził dla młodszej z sióstr fałszywą metrykę na nazwisko Jaworska. U gosposi wspomnianego volksdeutscha dziewczynka mieszkała aż do 1946 r., bardzo często odwiedzana przez Apolonię Chmielewską, która opłacała jej utrzymanie. Starsza z sióstr, Danuta, została wywieziona przez Apolonię do rodziny mieszkającej między Kałuszynem a Roguszynem. Obie dziewczynki dzięki wsparciu Chmielewskiej przeżyły wojnę i doczekały jej zakończenia.
Apolonia Chmielewska jest pochowana na cmentarzu parafialnym w Mińsku Mazowieckim (sektor XI, rząd 27, nr grobu 1).
14 grudnia 1981 r. Instytut Jad Waszem uhonorował Apolonię Chmielewską medalem „Sprawiedliwy wśród Narodów Świata”.